# Фрегаты типа «Флореаль»
Тип «Флореаль» (фр. Classe Floréal) — серия французских малых фрегатов 1990-х годов, порой также классифицируемых как корветы. Были созданы по заданию ВМС Франции на «дешёвый фрегат» — облегчённый сторожевой корабль для патрулирования в районах пониженной угрозы. Удешевление и упрощение конструкции, в сочетании с постройкой на гражданских верфях в основном по стандартам гражданского судостроения, позволили снизить стоимость каждого корабля до одной трети от строившихся параллельно фрегатов типа «Ла Файетт». Всего в 1990—1994 годах на верфях фирмы Chantiers de l'Atlantique для ВМС Франции было построено 6 фрегатов типа «Флореаль», получивших названия в честь месяцев Французского республиканского календаря. Ещё два корабля этого типа были заказаны ВМС Марокко и построены для них, в версии, отличающейся от французской лишь главной артиллерийской установкой. По состоянию на 2009 год все восемь фрегатов типа «Флореаль» остаются на вооружении и несут активную службу.

## Представители
| Название               | Номер       | Закладка         | Спуск на воду   | Введение в строй | Судьба                |
| ВМС Франции            | ВМС Франции | ВМС Франции      | ВМС Франции     | ВМС Франции      | ВМС Франции           |
| ---------------------- | ----------- | ---------------- | --------------- | ---------------- | --------------------- |
| Флореаль Floréal       | F 730       | 2 апреля 1990    | 6 октября 1990  | 27 мая 1992      | состоит на вооружении |
| Жерминаль Germinal     | F 731       | 11 сентября 1990 | 23 марта 1991   | 20 мая 1992      | состоит на вооружении |
| Нивоз Nivôse           | F 732       | 16 января 1991   | 10 августа 1991 | 16 октября 1992  | состоит на вооружении |
| Прерьяль Prairial      | F 733       | 28 июня 1991     | 14 марта 1992   | 5 мая 1993       | состоит на вооружении |
| Вандемьер Vendémiaire  | F 734       | 17 января 1992   | 29 августа 1992 | 20 октября 1993  | состоит на вооружении |
| Вантоз Ventôse         | F 735       | 17 августа 1992  | 13 марта 1993   | 17 мая 1994      | состоит на вооружении |
| КВМС Марокко           |             |                  |                 |                  |                       |
| Мухаммед V محمد الخامس | 611         | июнь 1999        | 9 марта 2001    | 12 марта 2002    | состоит на вооружении |
| Хасан II الحسن الثاني  | 612         | декабрь 1999     | 11 февраля 2002 | 20 декабря 2002  | состоит на вооружении |